# Meall Greigh
Der Meall Greigh ist ein 1001 Meter hoher Berg in Schottland. Sein gälischer Name bedeutet Berg des Pferdegestüts oder Berg der Rinderherde, nach einer älteren Annahme aber auch Berg der Wange oder Berg des Profils. Der als Munro eingestufte Berg ist der nordöstlichste Gipfel der am Nordufer von Loch Tay liegenden Bergkette in Perthshire, deren höchster Berg der südwestlich benachbarte Ben Lawers ist. Insgesamt sind sieben Gipfel der Bergkette als Munro eingeordnet.

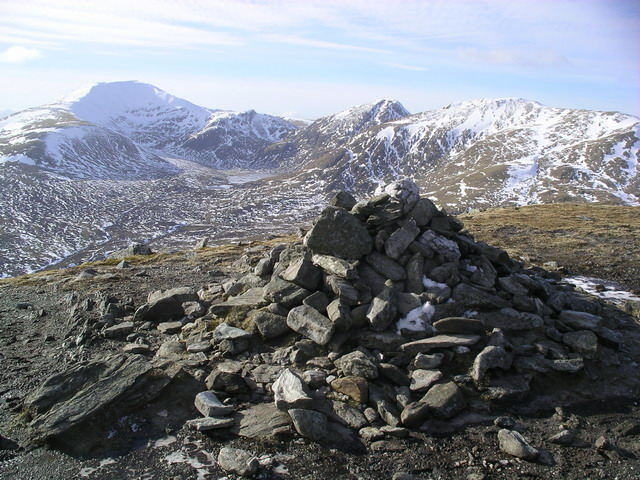
Der Gipfelbereich des Meall Greigh, im Hintergrund von links Ben Lawers, An Stùc und Meall Garbh

Wie fast alle Gipfel in der Ben-Lawers-Gruppe besitzt der Meall Garbh ein breites, flach abfallendes Gipfelplateau, das in alle Richtungen mit breiten grasigen Hängen ausläuft. Lediglich auf der Süd- und Südostseite ist das Terrain etwas steiler und felsdurchsetzt. In der Gipfelkette westlich ist ihm der etwas höhere Meall Garbh benachbart, ein breiter flacher Bealach bietet hier einen einfachen Übergang. Der Berg gehört wie der Ben Lawers dem National Trust for Scotland, die gesamte Bergkette ist als National Nature Reserve ausgewiesen.
Bestiegen wird der Meall Greigh von Munro-Baggern gerne im Zuge einer Überschreitung der gesamten Bergkette gemeinsam mit seinen südwestlichen Nachbarn. Ausgangspunkt ist meist der kleine Ort Lawers südöstlich der Bergkette am Ufer von Loch Tay. Ausdauernde Bergwanderer besteigen den Berg auch im Rahmen einer längeren, über insgesamt fünf Munros führenden Tour vom westlich des Ben Lawers gelegenen Besucherzentrum des National Trust an der schmalen Verbindungsstraße zwischen Loch Tay und Glen Lyon. 